# Byzaanchy

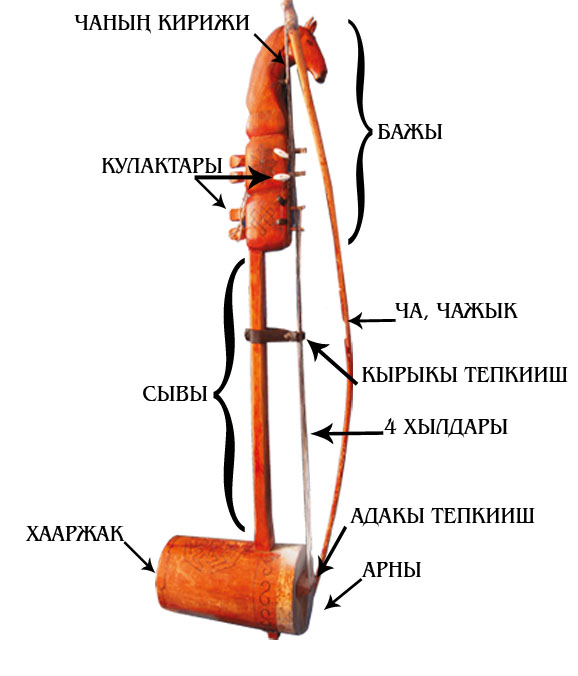
Byzaanchy mit zylindrischem Resonanzkörper. Bezeichnungen der Bauteile in kyrillischer Schrift.

Byzaanchy (tuwinisch бызаанчы; russisch Бизанчи), auch byzanchi, byzanchie, ist eine viersaitige Röhrenspießgeige, die in der Unterhaltungsmusik in Tuwa gespielt wird.
Die vier Saiten des Instruments sind auf zwei Töne gestimmt. Die erste und dritte Saite haben den gleichen Ton, sowie die zweite und vierte, diese jedoch um eine Quinte höher als die anderen beiden. Sie werden gespielt, indem man die Finger von unten dagegen hält, und nicht wie üblich von oben auf den Hals drückt. Der Bogen aus Pferdehaar ist in zwei Stränge geteilt. Er ist so in das Instrument eingefädelt, dass der eine Strang zwischen der ersten und zweiten Saite und der andere zwischen der dritten und vierten Saite hindurchläuft. Ein geschnitzter Pferdekopf ziert meistens die Spitze des hölzernen Halses des Instruments. Der Resonanzkörper ist meist aus Holz. Seine Grundfläche ist kreisrund, quadratisch oder polygonal. Die Oberseite ist mit Ziegenhaut bespannt, die Unterseite dagegen ist offen.
Somit ähnelt die byzaanchy der zweisaitigen chinesischen erhu und der einsaitigen endingidi in Uganda. Ein anderes tuwinisches Streichinstrument ist die zweisaitige Langhalslaute igil.